# Pionosyllis propeweismanni
Pionosyllis propeweismanni är en ringmaskart som beskrevs av Dauvin och Lee 1983. Pionosyllis propeweismanni ingår i släktet Pionosyllis och familjen Syllidae. Inga underarter finns listade i Catalogue of Life.